# 笠原光希
笠原 光希（かさはら みき、1991年3月26日 - ）は日本で活動するミュージカル俳優である。神奈川県川崎市出身。劇団四季所属。

## 来歴
2009年3月に関東国際高等学校演劇科を23期生として卒業し、その後劇団四季へ入団する。2011年にライオン・キングのアンサンブル2枠役で初舞台出演を果たしたもののその後退団した。四季退団後はミュージカルやタップダンスのイベントやテレビ出演などの活動をしていたが、2016年1月頃から劇団四季へ再入団した。

## 人物
関東国際高等学校時代の同級生には染谷早紀がおり、2年先輩に服部ゆうと石垣エリィがいる。

## 主な出演作品

### 劇団四季
- ライオン・キング（2011年アンサンブル2枠）
- キャッツ（2017年ジェニエニドッツ）

※括弧内の年は初出演年

### その他
- フリックルフェイス・ストロベリー（2015年エミリー[1]）